# Gustaw Rogalski
Gustaw Rogalski (ur. 29 czerwca 1887 w Tarnopolu, zm. 24 grudnia 1939 w Przegorzałach) – polski rysownik, karykaturzysta, piłkarz.
Studiował sztuki plastyczne w Niemczech, był wykładowcą Akademii Sztuk Pięknych w Krakowie i nauczycielem rysunku w szkołach krakowskich. Wydawał pismo satyryczne „Rogaty” i dwutygodnik „Karykatury”. Przedstawiał w karykaturze m.in. marszałka Piłsudskiego.
Był piłkarzem, grał na pozycji bramkarza. Zapewne gry nauczył się w czasie studiów w Niemczech. Od 1908 reprezentował barwy Cracovii, a od 1910 – jednocześnie, przy tolerancji władz klubowych – Wisły. Wystąpił w 1921 w jednym meczu historycznych, pierwszych finałów mistrzostw Polski. W spotkaniu na wyjeździe z Wartą Poznań padł remis 2:2, a jedna z bramek padła z rzutu karnego, którego strzelcem był Zygfryd Kosicki; był to pierwszy karny stracony przez Cracovię w meczu mistrzowskim. Ten jeden występ dał Rogalskiemu udział w mistrzostwie Polski, a jako 34-latek był on najstarszym mistrzem w barwach klubu na pozycji bramkarza i jednym z najstarszych mistrzów w ogóle. W Wiśle spotkań mistrzowskich nie rozgrywał.
Zginął rozstrzelany przez Niemców 24 grudnia 1939 w podkrakowskich Przegorzałach.